# نورمان كورتيس (ملحن)
نورمان كورتيس (بالإنجليزية: Norman Curtis)‏ هو ملحن وعازف بيانو أمريكي، ولد في 1933.

## وصلات خارجية
- نورمان كورتيس على موقع ميوزك برينز (الإنجليزية)